# 420
420（四百二十、よんひゃくにじゅう）は自然数、また整数において、419の次で421の前の数である。

## 性質
- 420は合成数であり、約数は1, 2, 3, 4, 5, 6, 7, 10, 12, 14, 15, 20, 21, 28, 30, 35, 42, 60, 70, 84, 105, 140, 210, 420である。
  - 約数の和は1344。
  - 101番目の過剰数である。1つ前は416、次は426。
    - σ(n) ≧ 3n を満たす n とみたとき5番目の数である。1つ前は360、次は480。(ただしσは約数関数、オンライン整数列大辞典の数列 A023197)

  - 約数を24個もつ2番目の数である。1つ前は360、次は480。
  - 約数の積の値がそれ以前の数を上回る27番目の数である。1つ前は360、次は480。(オンライン整数列大辞典の数列 A034287)
- 1から7までの自然数の最小公倍数である。1つ前の6までは60、次の8までは840。(オンライン整数列大辞典の数列 A003418)
- 420 = 20 × 21
  - 20番目の矩形数である。1つ前は380、次は462。
  - 2から40までの偶数の和である。
- 420 = 201 + 202 = 212 − 211
  - 20の自然数乗の和とみたとき1つ前は20、次は8420。
- 113番目のハーシャッド数である。1つ前は414、次は423。
  - 6を基とする14番目のハーシャッド数である。1つ前は402、次は510。
- 4202 + 1 = 176401 であり、n 2 + 1 が素数になる60番目の数である。1つ前は406、次は430。(オンライン整数列大辞典の数列 A005574)
- 四つ子素数の和で表せる3番目の数である。1つ前は60、次は780。
420 = 101 + 103 + 107 + 109
- 420 = 22 × 3 × 5 × 7
  - 4つの異なる素因数の積で p 2 × q × r × s の形で表せる最小の数である。次は630。(オンライン整数列大辞典の数列 A189982)
- 420 = 22 + 42 + 202 = 82 + 102 + 162
  - 3つの平方数の和2通りで表せる100番目の数である。1つ前は408、次は421。(オンライン整数列大辞典の数列 A025322)
  - 異なる3つの平方数の和2通りで表せる82番目の数である。1つ前は417、次は421。(オンライン整数列大辞典の数列 A025340)
- 420 = 28 × 15
  - 完全数28の倍数である。1つ前は392、次は448。(オンライン整数列大辞典の数列 A135628)
- n = 4 のときの n と 5n を並べてできる数である。1つ前は315、次は525。(オンライン整数列大辞典の数列 A019553)
- n = 420 のとき n と n − 1 を並べた数を作ると素数になる。n と n − 1 を並べた数が素数になる51番目の数である。1つ前は414、次は424。(オンライン整数列大辞典の数列 A054211)
- n = 420 のとき n と n + 1 を並べた数を作ると素数になる。n と n + 1 を並べた数が素数になる50番目の数である。1つ前は416、次は426。(オンライン整数列大辞典の数列 A030457)
  - n = 420 のとき n と n − 1 および n と n + 1 を並べた数が素数になる13番目の数である。1つ前は390、次は522。(オンライン整数列大辞典の数列 A068700)
例．420419 と 420421 は素数。またこの2つの素数は双子素数である。
- 420 = 222 − 64
  - n = 22 のときの n 2 − 64 の値とみたとき1つ前は377、次は465。(オンライン整数列大辞典の数列 A098849)
- 約数の和が420になる数は4個ある。(236, 278, 377, 419) 約数の和4個で表せる6番目の数である。1つ前は372、次は434。
- 各位の和が6になる25番目の数である。1つ前は411、次は501。

## その他 420 に関連すること
- 西暦420年
- 紀元前420年
- しばしば大麻を表す隠語などとして用いられる（420 (大麻)を参照）。
- ヨットの種別420級
- メルセデス・ベンツの乗用車の車種名、420SE/420SEL。